# Ronald Triner

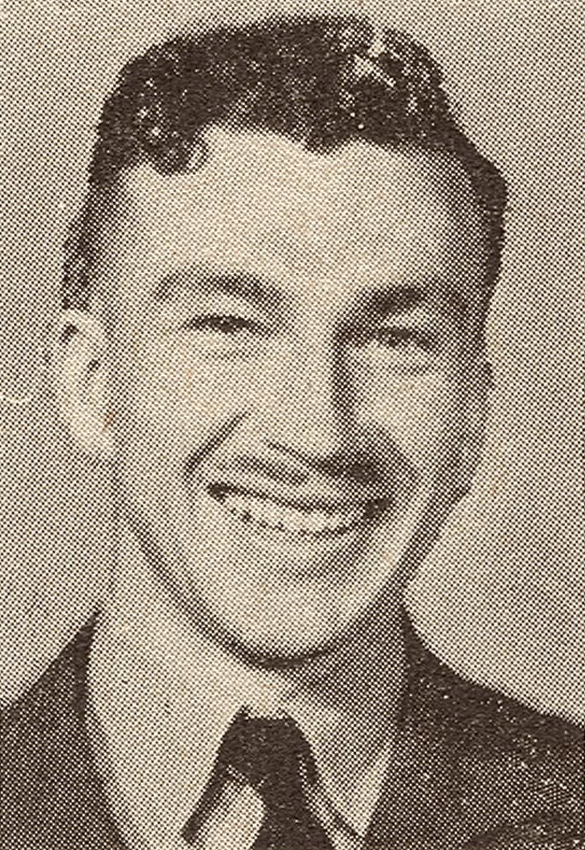
Ronald Triner

Ronald Triner (* 24. Dezember 1917 in Auckland; † 6. Mai 1943 in Waipapakauri) war ein neuseeländischer Radrennfahrer und nationaler Meister im Radsport.

## Sportliche Laufbahn
Triner gewann 1935 die nationale Meisterschaft im Straßenrennen der Amateure. 1938 vertrat er sein Land bei den British Empire Games im Straßenrennen, in dem sein Teamkamerad John Brown die Silbermedaille gewann.